# 逆位相
逆位相（ぎゃくいそう）とは、波形は同じだが位相が180度反対の波のことである。逆位相の波同士を重ね合わせると、重ね合わせの原理により、波は消える。逆位相のこのような性質を利用したものとして、イヤホン・ヘッドホンがある。ノイズキャンセリング機能の付いたイヤホンでは、内蔵されたマイクを用いて外部の音を収集し、デジタル処理を用いてその音波の波形に対して逆位相となるような音波を自動的に作成し、本来再生されるべき音と同時に再生する。このようにすれば、外部の音より大きな音を出すことなく、外部の音が聞こえないようにでき、本来聞きたい音に集中することができる。また、逆位相による制御は照明器具において点灯時のノイズを軽減するのにも用いられる。